# Abu Dhabi Tour
Die Abu Dhabi Tour war ein Etappenrennen im Straßenradsport in den Vereinigten Arabischen Emiraten.

## Geschichte
Der Wettbewerb wurde 2015 erstmals Emirat Abu Dhabi ausgetragen und umfasste vier Etappen in und um Abu Dhabi. Veranstalter war RCS Sport, die unter anderem auch den Giro d’Italia und die Dubai Tour ausrichten. 
Bis 2016 war die Abu Dhabi Tour Teil der UCI Asia Tour und in die Kategorie 2.1 eingestuft. Beginnend mit der Saison 2017 wurde das Rennen in die den Kalender der UCI WorldTour aufgenommen.
Sieger der Erstaustragung wurde der Kolumbianer Esteban Chaves. Am Abend des letzten Renntages fand  erstmals die UCI Cycling Gala statt, bei der die besten Straßenfahrer der Saison geehrt wurden.
Zur Saison 2019 wurde das Rennen mit der Dubai Tour zur UAE Tour vereinigt, die durch alle sieben Emirate führt.

## Sieger
| Jahr | Sieger             | Zweiter         | Dritter            |
| ---- | ------------------ | --------------- | ------------------ |
| 2015 | Esteban Chaves     | Fabio Aru       | Wout Poels         |
| 2016 | Tanel Kangert      | Nicolas Roche   | Diego Ulissi       |
| 2017 | Rui Costa          | İlnur Zäkärin   | Tom Dumoulin       |
| 2018 | Alejandro Valverde | Wilco Kelderman | Miguel Ángel López |